# Adoración de los pastores (Giorgione)
La adoración de los pastores, también conocido como Natividad Allendale, es un óleo sobre tabla del pintor renacentista italiano Giorgione, y fue concluido entre 1505 y 1510. Su  atribución se mantienen por convención, aunque no es universal, ya que otras fuentes siguen señalando a la obra como una de las primeras de Tiziano. Lo que sí está claro es que es una pintura veneciana de esa época. El cuadro se expone en la Galería Nacional de Arte de Washington D. C. (Estados Unidos).
En determinado momento se acuñó la expresión «grupo de Allendale» para referirse a un grupo de varias pinturas, destacando la Natividad Allendale. Este grupo incluye a otra pintura en Washington, la Sagrada Familia, y un panel de predela, La adoración de los reyes magos, en la National Gallery de Londres. Este grupo se amplió para incluir otra Adoración de los pastores en Viena, y suelen ser incluidos (cada vez más) o excluidos en conjunto de la obra de Giorgione.

## Descripción
Giorgione retrató la escena principal al lado derecho, en la entrada de una gruta oscura, mientras que a la izquierda pintó un luminoso paisaje coronado por árboles. Una sincera tensión dramática se obtiene al observar a los peregrinos pastores arrodillados en el centro de la pintura. Todo el grupo (los padres, el Niño Jesús y los peregrinos) constituye un marcado rectángulo que se contrapone a un punto focal formado al retroceder hacia el paisaje de la izquierda.

## Procedencia
Esta obra probablemente fue terminada por Giorgione mientras era trabajaba en el taller de Vincenzo Catena, un estricto seguidor del estilo de Giovanni Bellini.
Era propiedad del cardenal Joseph Fesch y fue vendido en el Palazzo Ricci (Roma) el 18 de marzo de 1845 (lote 874) como Adoration des bergers por «Giorgon (Giorgio Barbarelli dit le)» en 1760 escudos (£ 370.53 a razón de 4,75 escudos la libra). El cardenal era tío de Napoleón y un coleccionista compulsivo. La subasta del 17 y 18 de marzo contó con 1837 ilustraciones; el Louvre contaba con 1406 en ese momento. La colección incluyó el Juicio Final de Fra Angelico y Una danza para la música del tiempo de Poussin.
Después pasó a manos de Claudius Tarral de París y la vendió en Christie's (Londres) el 11 de junio de 1847 (lote 55) como la Adoración de los pastores de Giorgione. La venta incluyó 55 ilustraciones y obtuvo £ 3383. La pintura se vendió por 1470 guineas (£ 1544). Esta suma es desmesurada en relación con el total de la venta y, de hecho, hizo que este lote fuera el último elemento de la venta.
Fue en esa subasta de 1847 cuando la pintura pasó a ser propiedad de Thomas Wentworth Beaumont (1792-1848) de Bretton Hall, West Yorkshire (Inglaterra). De él pasó a Wentworth Blackett Beaumont, primer barón de Allendale (1829-1907); luego a su hijo, Wentworth Beaumont, primer vizconde de Allendale (1860-1923); y también lo heredósu hijo, Wentworth Beaumont, segundo vizconde de Allendale (1890-1956).
Después de negociar con los dueños, Joseph Duveen pudo adquirir la Natividad Allendale el 5 de agosto de 1937. Fue comprado por los hermanos Duveen y, de acuerdo con el colega de Duveen, Edward Fowles, en un «un precio Giorgione» ($ 315 000 y $ 5000 al comerciante Charles Ruck). El historiador del arte Bernard Berenson, un perito de Duveen, creía firmemente que la pintura era un Tiziano temprano, lo que generó un conflicto entre ambos. Finalmente la Natividad Allendale provocaría la separación de Duveen y Berenson, poniendo fin a una de las relaciones más influyentes de la historia del arte moderno. Duveen vendió la pintura, como un Giorgione, a Samuel H. Kress, el magnate de los grandes almacenes, por $ 400 000 en 1938. Kress exhibió la Natividad en la ventana de su tienda en la Quinta Avenida durante la temporada de Navidad de ese año.

## Atribución

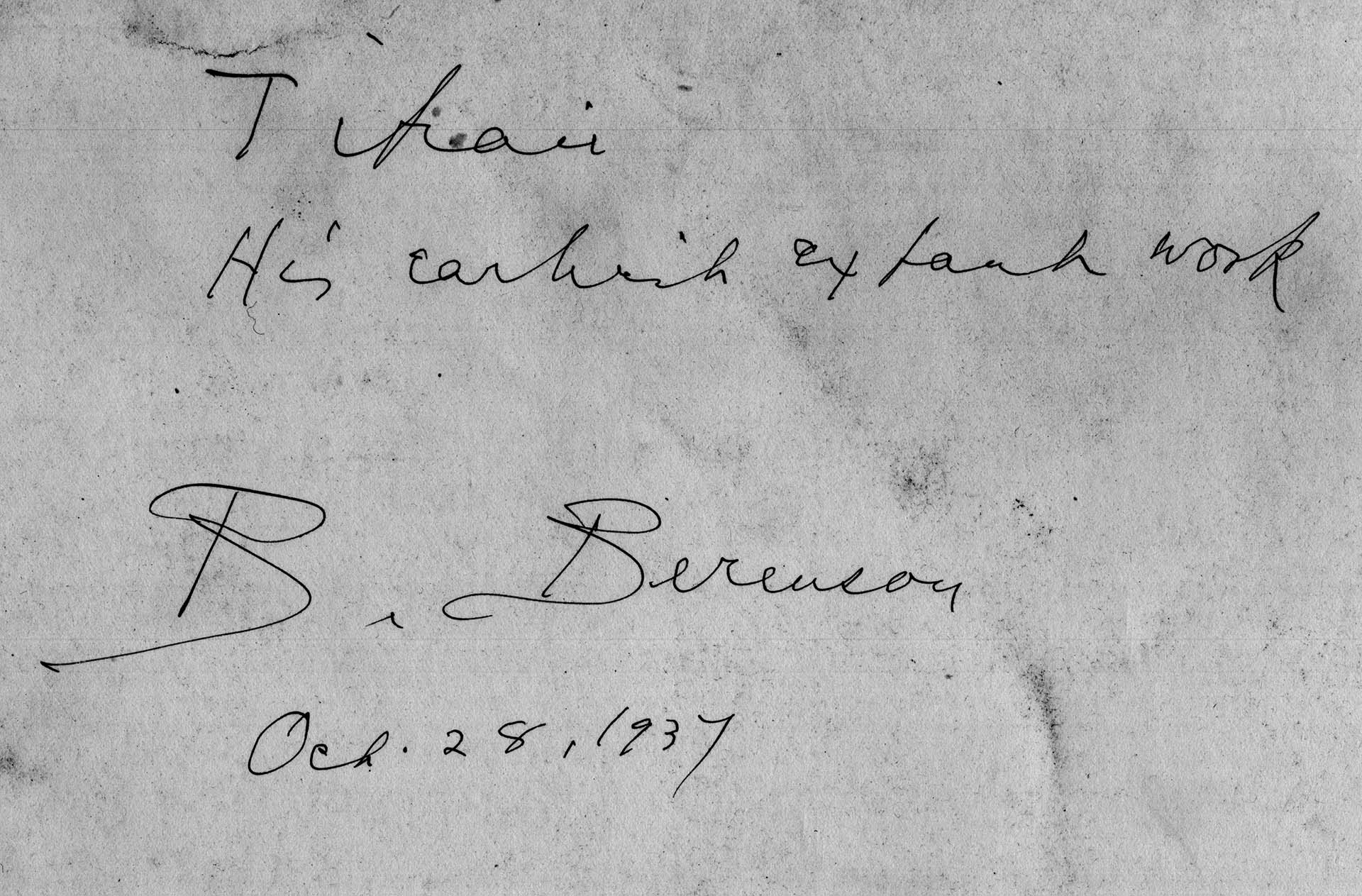
Parte posterior de una fotografía de la Adoración de los Pastores de Giorgione con la atribución de Bernard Berenson como "Tiziano, su obra más antigua que se conserva" del 28 de octubre de 1937

Joseph Archer Crowe y Giovanni Battista Cavalcaselle concluyeron, allá por 1871, que la pintura era de Giorgione. El libro Venetian Painters de Berenson (1894) atribuye tentativamente la obra a Vincenzo Catena. En 1912 Roger Fry escribió que «al examinar las formas, en particular el paisaje y follaje en el primer plano, me deja pocas dudas en mi mente de que es un Cariani.». En 1937 Berenson escribió «[...] debe ser de Tiziano, probablemente su trabajo más temprano, pero solo la mitad fuera del huevo, la otra mitad todavía en la fórmula giorgionesca [...]».
En la lista de la «escuela veneciana» de Berenson (1957), la pintura es atribuida en parte a Giorgione mientras que «la Virgen y el paisaje probablemente los terminó Tiziano». En el catálogo Shapley de 1979 de la Galería Nacional de Arte, la pintura fue asignada a Giorgione con la discrepancia de cinco críticos, entre ellos Ellis Waterhouse y Sydney Joseph Freedberg.